# Дарницький вагоноремонтний завод

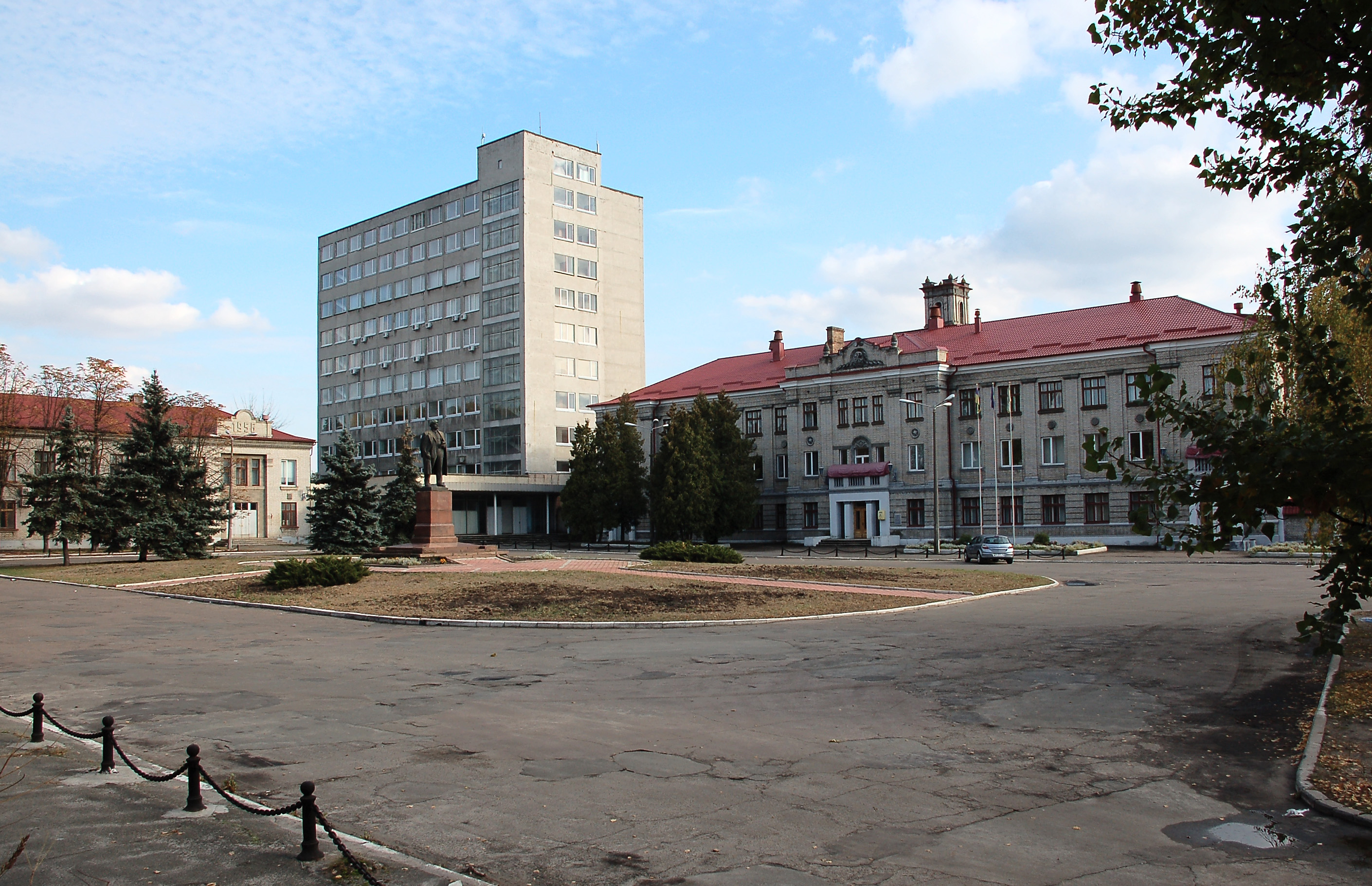
Площа перед головним будинком Дарницького вагоноремонтного заводу

Заводський будинок культури

Філія «Да́рницький вагоноремо́нтний заво́д» публічного акціонерного товариства «Українська залізниця» (Дарницький ВРЗ, ДВРЗ) —  підприємство, відокремлений підрозділ ПАТ «Укрзалізниця», предметом діяльності якого є: 
- Надання послуг з перевезення вантажів залізничним транспортом;
- Ремонт і технічне обслуговування рухомого складу;
- Будівництво вантажних вагонів;
- Надання послуг з іншої допоміжної діяльності в сфері транспорту.

Адреса: 02092, Київ, вулиця Алматинська, 74.
Поблизу підприємства знаходиться однойменний мікрорайон "ДВРЗ".

## Історія

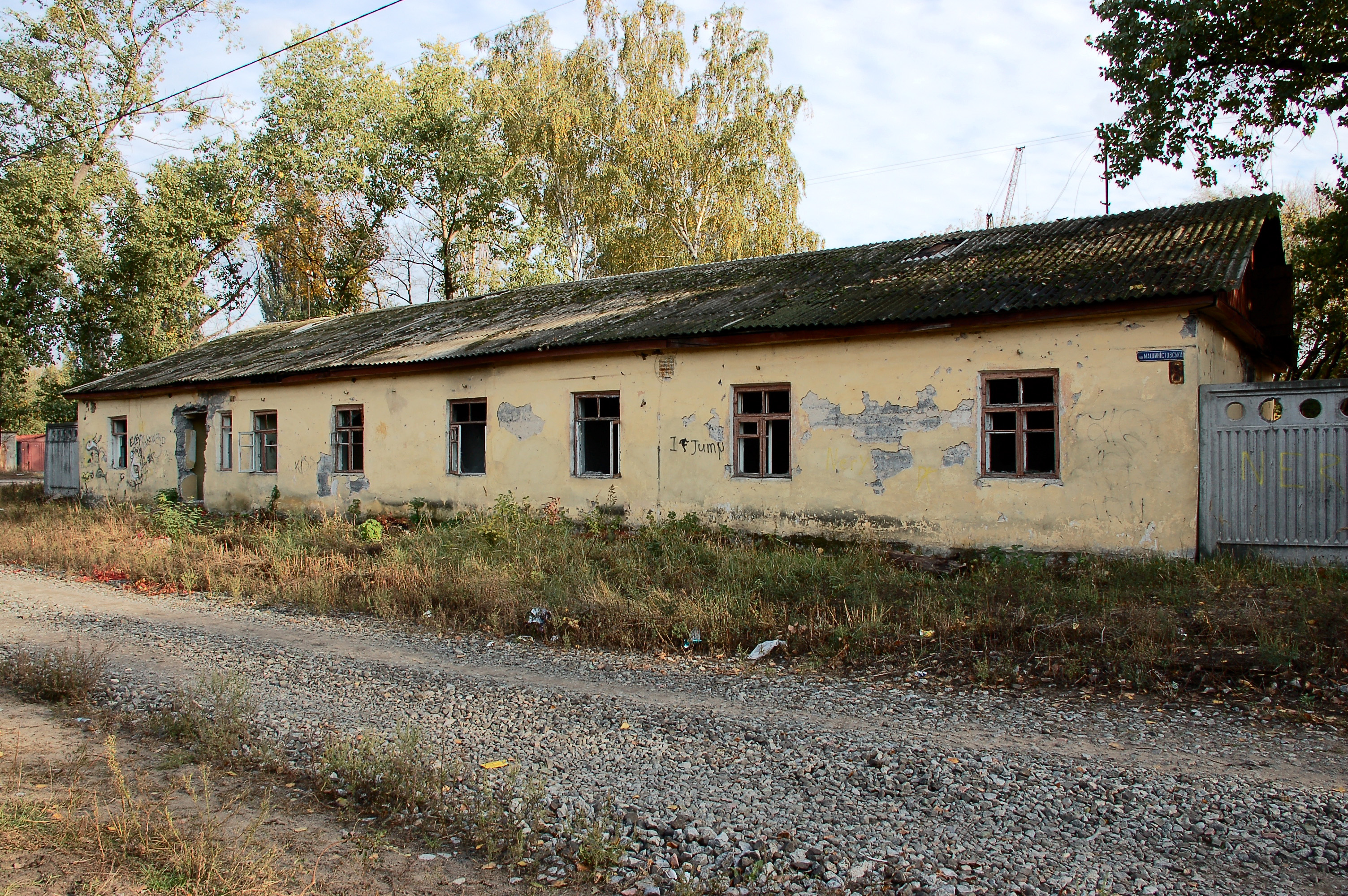
Руїна барака на вул. Машиністівській. В таких помешканнях деякі працівники заводу жили до середини 90-х років

Дарницький ВРЗ будувався у 1934—1937 роках, але почав працювати вже у серпні—вересні 1935 року; тоді ж відремонтовано та відправлено в експлуатацію перші вагони.
Після завершення будівництва виробнича потужність заводу становила ремонт 6000 вантажних вагонів на рік. Ремонтувались вагони різних типів: від 25-тонних критих до 50-тонних платформ, снігоочисні машини, рефрижератори. У 1941 році завод евакуювали до міста Канаш (Чувашія).
Після визволення Києва від німецької окупації у листопаді 1943 року почалось відновлення зруйнованого заводу. У 1944 році завод випустив перші відремонтовані після війни вагони; у 1945 році запрацювали заводські електропідстанції, котельня, компресорна, киснева станції; відновлювались та впроваджувались в експлуатацію цехи заводу. До кінця 1948 року потужність заводу досягла довоєнного рівня.
У 1958 році замість застарілого «стійлового» методу почалося впровадження прогресивної поточно-конвеєрної технології ремонту: у 1959 році на заводі впроваджено перший в історії залізничного транспорту головний конвеєр по ремонту 4-вісних напіввагонів. В 1960—61 роках були побудовані та впроваджені в дію, і головний конвеєр для ремонту 4-вісних критих вагонів, і універсальний конвеєр для ремонту усіх типів 4-вісних напіввагонів.
У 1960 році модель поточно-конвеєрної лінії експонувалась на ВДНГ СРСР і одержала високу оцінку. Завдяки впровадженню передових на той час технологій за 2 роки стало можливим підвищити продуктивність праці на 70 %, випуск відремонтованих вагонів збільшився у 2 рази.
У 1972 році на заводі розпочато реконструкцію, після якої виробнича потужність заводу, при двозмінному режимі роботи, склала 16750 приведених вагонів в рік — його потужність відносно до потужності перед початком реконструкції збільшилася майже вдвічі.
У 1989 році завод при чисельності працюючих 3500 осіб досягнув виробничих потужностей: відремонтовано 15 285 вантажних вагонів.
А з початку 1990-х років, коли завдання з ремонту вантажних вагонів зменшилося майже у 5 разів, завод перейшов на роботу в одну зміну — і його виробничі потужності становили 8200 вагонів. Чисельність працюючих скоротилася майже вдвічі, а заборгованість з заробітної плати становила до 7 місяців. Вихід зі скрутного становища вбачався в збільшенні обсягів виробництва та розширенні номенклатури продукції.
У 1993—1994 роках на заводі освоєно капремонт хопер-дозаторів, у 1997 році — капітально-відновний ремонт напіввагонів з продовженням терміну служби та капітально-відновний ремонт кузовів електропоїздів ЕР2, а з 2000 року — капітальний ремонт думпкарів, для чого були створені відповідні виробничі потужності.

### Російсько-українська війна
У ході російського вторгнення в Україну, уранці 5 червня 2022 року Росія обстріляла завод чотирма крилатими ракетами. Зруйновано три цехи: ковальський, інструментальний та деревообробний. Серед постраждалих лише охоронець.
Міністерство оборони РФ заявили, що «знищено поставлені східноєвропейськими країнами танки Т-72 та іншу бронетехніку». Однак, за заявою голови Укрзалізниці Олександра Камишіна, там стояли лише піввагони та зерновози. Військової техніки не знайшли й журналісти, які оглянули територію заводу..

## Сучасна діяльність заводу
Предметом діяльності заводу є:

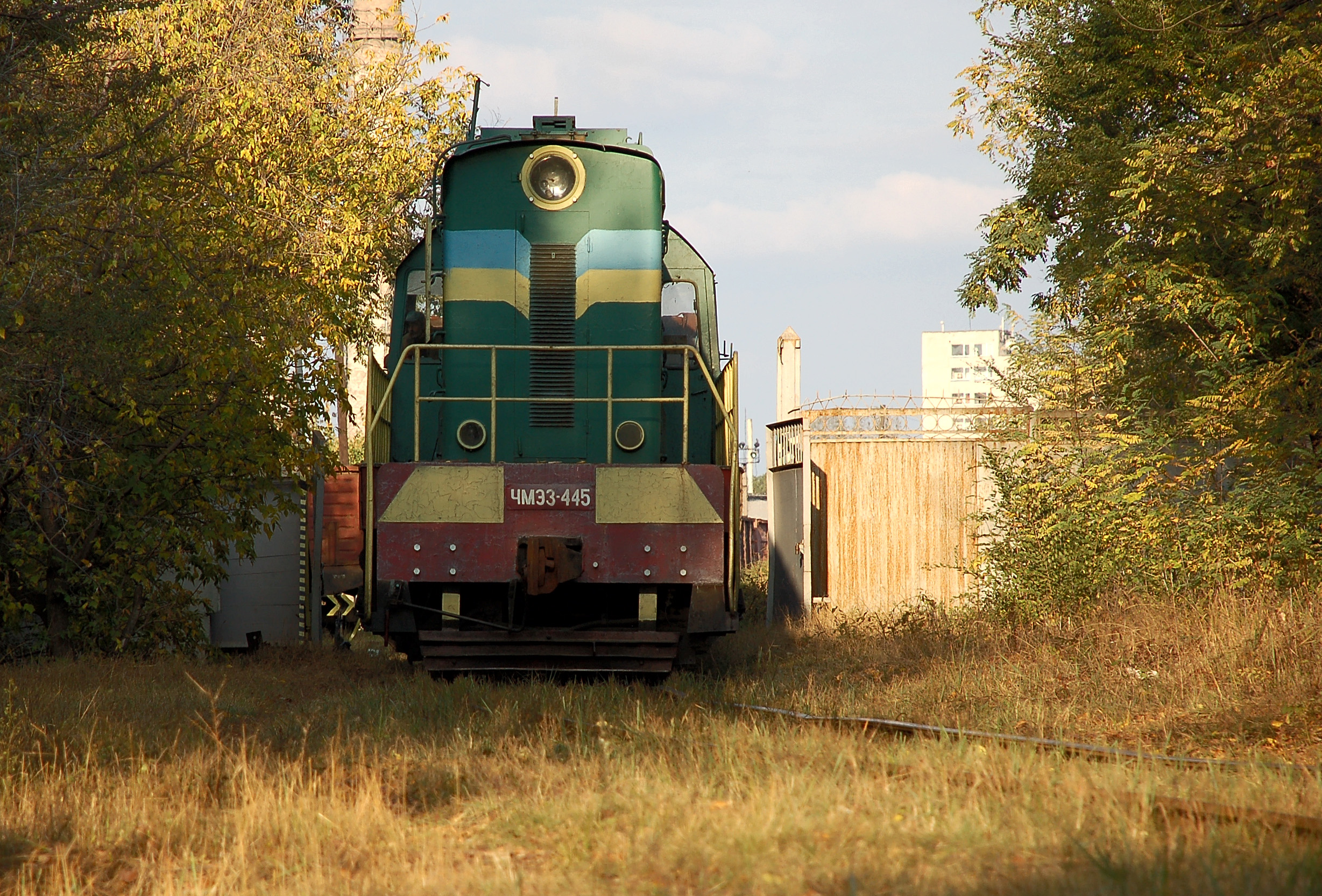
Залізничні ворота заводу

- надання послуг з перевезення вантажів залізничним транспортом;
- ремонт і технічне обслуговування рухомого складу;
- будівництво вантажних вагонів;
- надання послуг з іншої допоміжної діяльності в сфері транспорту.

## Нагороди
У 2003 році завод брав участь у міжнародному конкурсі «Золоті торгові марки» та був нагороджений міжнародною премією «Бізнес-Олімп» з присвоєнням звання «Золота торгова марка».